# ميدلوذيان (دائرة انتخابية في المملكة المتحدة)
ميدلوذيان (بالإنجليزية: Midlothian)‏ هي إحدى الدوائر الانتخابية في المملكة المتحدة الممثلة في مجلس العموم في برلمان المملكة المتحدة.
عضو البرلمان الذي يمثلها حالياً هو :Mr David Hamilton (Lab).